# Distretto di Netrokona
Il distretto di Netrokona è un distretto del Bangladesh situato nella divisione di Mymensingh. Si estende su una superficie di 2794,28 km² e conta una popolazione di 2.229.642 abitanti (dato censimento 2011).

## Suddivisioni amministrative
Il distretto si suddivide nei seguenti sottodistretti (upazila):
- Atpara
- Barhatta
- Durgapur
- Khaliajuri
- Kalmakanda
- Kendua
- Madan
- Mohanganj
- Netrokona Sadar
- Purbadhala